# Šrotový tisk
Šrotový tisk, ražená technika, též bělořez (něm. Schrottdruck, Schrottblatt, Schrotschnitt, fr. Le criblé, manière criblée, gravure au criblé, angl. metalcut, dotted manner) je grafická technika tisku z výšky z kovové matrice, která je v ploše zdobena raženými ornamenty. Název je odvozen ze staroněmeckého "scrotan" = "schneiden" (řezat).

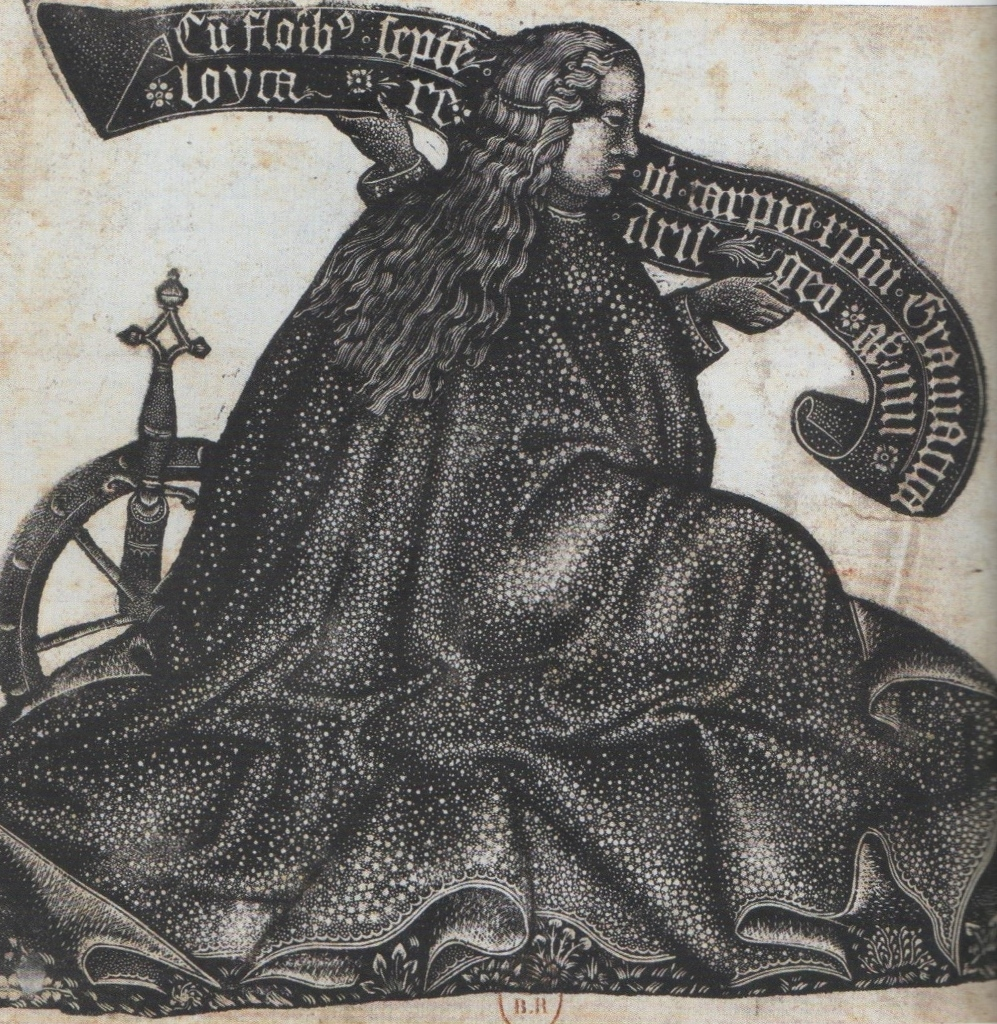
Sv. Kateřina, šrotový tisk

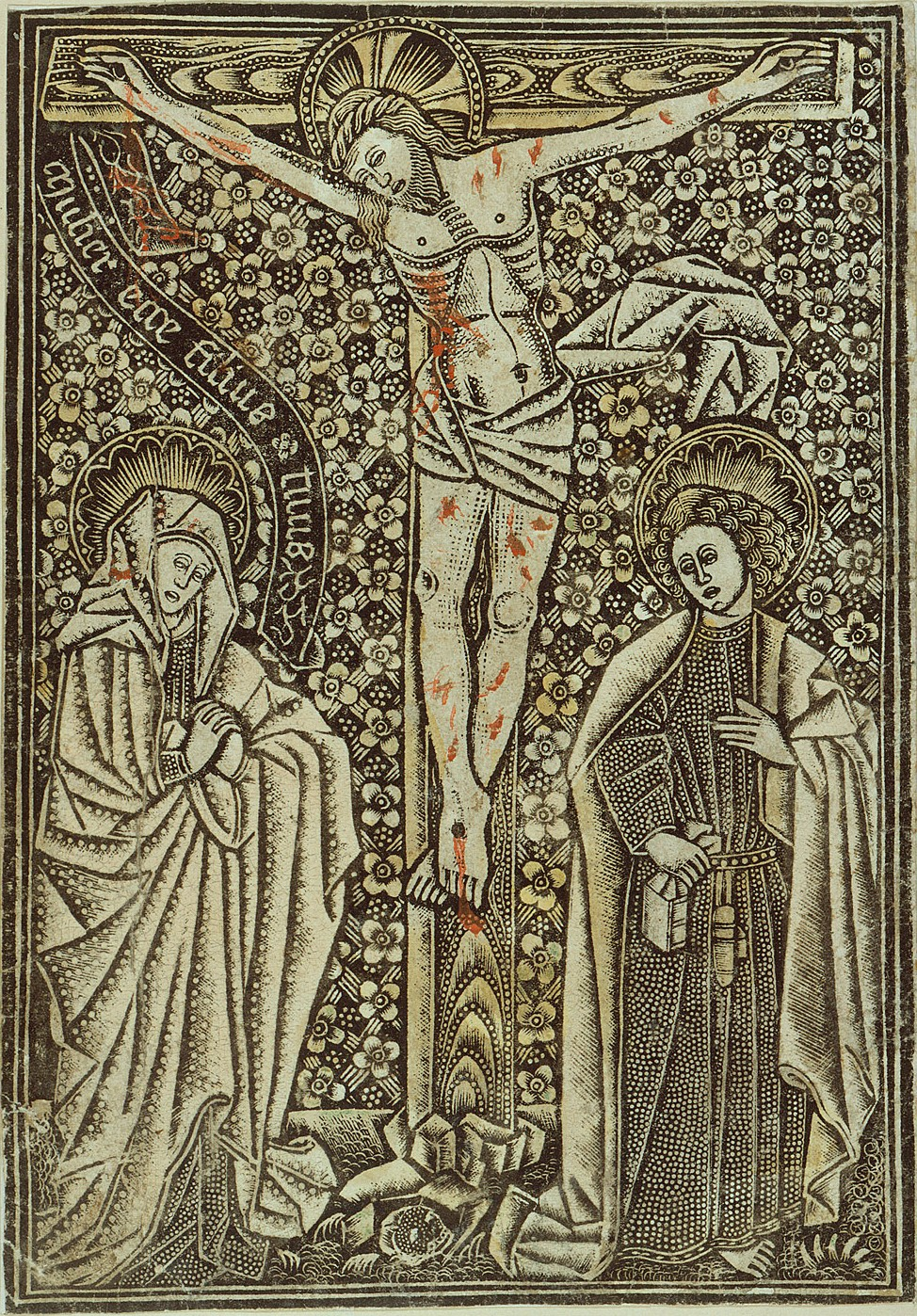
Ukřižování (15. stol.), šrotový tisk

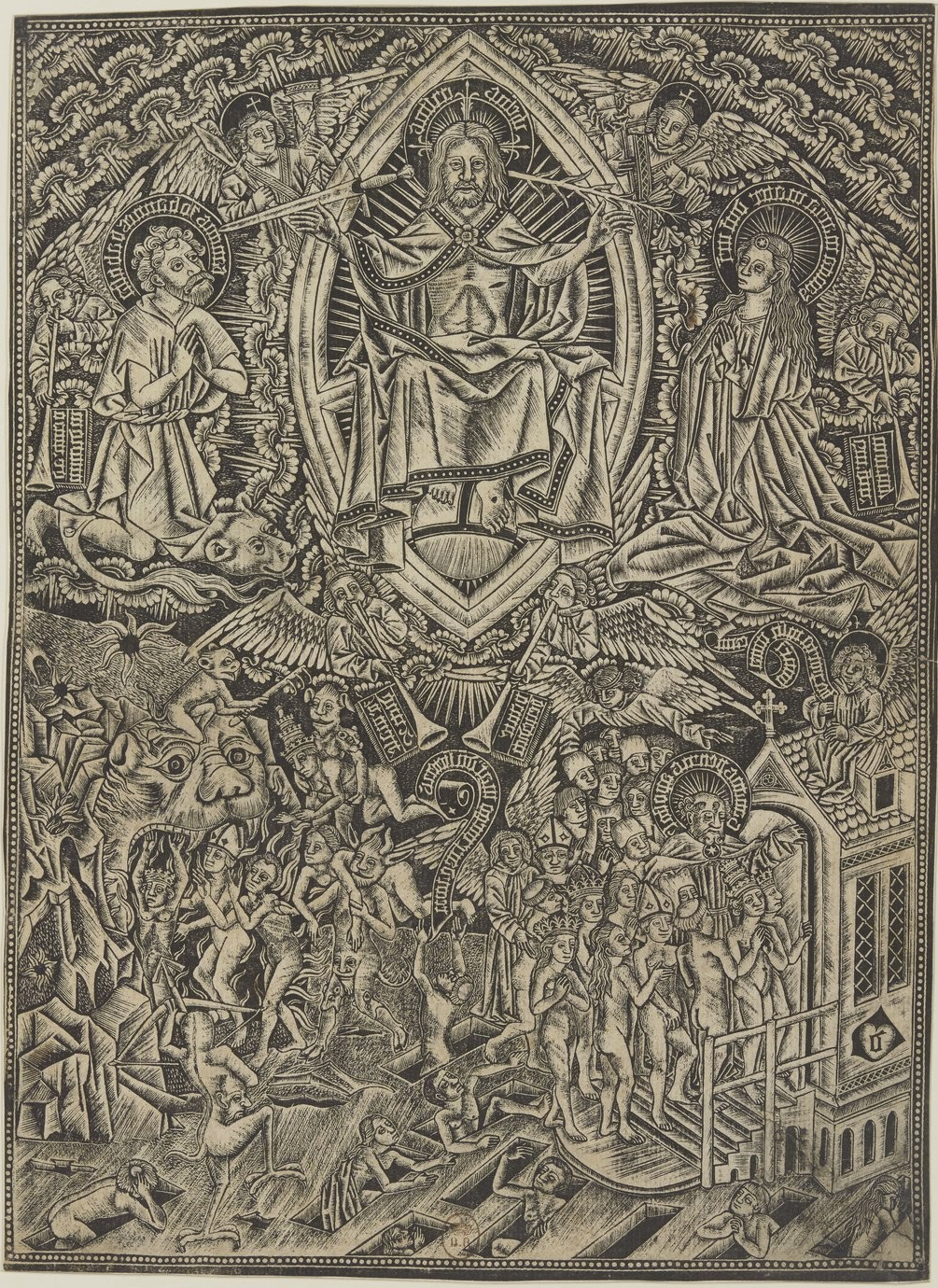
Monogramista D, Poslední soud, gravure en criblé

## Historie
Lidový šrotový tisk vznikl ve 2. polovině 15. století patrně v Čechách a odtud se rozšířil do Německa. Krejča klade vznik techniky do dolnorýnských kovotepeckých dílen a uvádí souvislost také s puncovou technikou výzdoby knižních vazeb. První datovaný tisk, zobrazující Sv. Bernarda Sienského, pochází z roku 1454. Ještě před koncem 15. století byl šrotový tisk opuštěn. V dobovém kontextu tato kontrastní tisková technika zřejmě odpovídala symbolice zápasu světla a tmy.
Technika kovořezu, která byla obdobou dřevořezu, užívala tenké kovové destičky, z nichž byla netisknoucí plocha odřezána nebo zatlačena do pozadí pomocí razidel. Centrem této techniky bylo Porýní a Nizozemí. Kolem roku 1500 zaznamenala rozkvět ve Francii, kde ji využívali zejména k tisku iniciál a zdobených okrajů v tzv. knihách hodinek. Nejznámějším grafikem, který užíval kovořez k převedení předloh Hanse Holbeina mladšího byl Francouz Jacob Faber, známý též jako Mistr IF.
Obdoba šrotového tisku byla později užívána v některých technikách hlubotisku (puncovaná a tečkovaná rytina) a při přepisu notových partitur. Až do první poloviny 20. století byly noty a další znaky raženy do notové osnovy zhotovené rytím. Matrice se pak vytiskly na speciální papír, ze kterého byly přeneseny na litografický kámen. Finální tisk byl proveden litografií či ofsetem.
Dávno zapomenutá technika byla znovu objevena na konci 19. století historikem a spisovatelem Pierre Gusmanem.

## Postup
Technika je odvozena z dřevořezu. Jako štoček byla užita kovová deska, nejčastěji měděná, ale též bronzová, cínová nebo olověná. Ta oproti dřevořezu dovolovala zhotovit větší počet otisků. Kresba byla vyryta pomocí rydel (šrotová rytina) nebo nožů (šrotový kovořez) tak, že tisknoucí linie provází bílá obrysová linka (proto bělořez). Okolní plochy jsou zdobeny víceméně pravidelným negativním dekorativním vzorem vytvořeným razidly různého tvaru (kroužky, křížky, hvězdičky).